# Beloïarski
Beloïarski (en russe : Белоярский) est une ville russe située dans le district autonome des Khantys-Mansis–Iougra, et le centre administratif du raïon de Beloïarski. Sa population s'élevait à 20 218 habitants en 2013.

## Géographie
Beloïarski est arrosée par la rivière Kazym, un affluent de l'Ob, et se trouve à 325 km au nord-ouest de Khanty-Mansiïsk et à 1 833 km au nord-est de Moscou.

## Histoire
Beloïarski a été fondée en 1969 comme la cité pétrolière de Bely Iar (Белый Яр), dans le cadre du développement de gisements de gaz naturel dans le nord de l'oblast de Tioumen et de la construction d'une station de compression de gaz à Nadym-Pounga (Надым-Пунга). Beloïarski reçut le statut de commune urbaine en 1973 et le statut de ville en 1988.

## Population
Recensements (*) ou estimations de la population
| 1970* | 1979* | 1989*  | 2002*  |
| ----- | ----- | ------ | ------ |
| 400   | 7 542 | 20 534 | 18 721 |

| 2010*  | 2012   | 2013   | 2014 |
| ------ | ------ | ------ | ---- |
| 20 283 | 20 193 | 20 218 | -    |